# Raphael Demos
Raphael S. Demos, griechisch Ραφαήλ Σ. Δήμος (* 23. Januar 1892 in Smyrna, Osmanisches Reich; † 8. August 1968 auf einem Schiff bei Athen) war ein griechisch-US-amerikanischer Philosoph und Philosophiehistoriker.
Demos wuchs als Sohn griechischer Eltern (sein Vater war ein evangelikaler Konvertit) in Istanbul auf und besuchte das Anatolia College in Marsovan westlich von Amasya, wo er 1910 den B.A. erwarb. Nach zwei Jahren als Assistent in der dortigen Bibliothek emigrierte er 1913 in die USA, um an der Harvard University Philosophie zu studieren. 1914 besuchte er Veranstaltungen von Bertrand Russell bei dessen Aufenthalt in Harvard. 1916 wurde er dort mit einer Dissertation unter dem Titel The Definition of Judgment zum Ph.D. promoviert. Im Herbst 1916 war er einer der Logik-Studenten von Bertrand Russell. Im akademischen Jahr 1918/1919 war er zu einem Postdoktorandenstudium an der University of Cambridge.
Von 1919 an lehrte Demos an der Harvard University. 1921 erhielt er die US-amerikanische Staatsbürgerschaft. 1928/1929 hielt er sich zu Studienzwecken mit einem Stipendium der Guggenheim Foundation an der Universität von Paris auf. 1945 wurde er in Harvard als Nachfolger von William Ernest Hocking zum Alford Professor of Natural Religion, Moral Philosophy and Civil Polity ernannt, eine Stellung, die er bis zur Emeritierung 1962 innehatte. 1961 war er in die American Academy of Arts and Sciences gewählt worden. Zu seinen Schülern in Harvard zählte Martin Luther King.
Im akademischen Jahr 1962/1963 lehrte er als Gastprofessor an der Vanderbilt University in Nashville, Tennessee, im Jahr 1963/1964 an der McGill University, Montreal, Kanada, danach erneut an der Vanderbilt University bis 1967. Er starb 1968 an einem Herzinfarkt auf einem Schiff auf der Rückfahrt von Athen nach New York.
Demos arbeitete vor allem zu Platon (er bezeichnete sich selbst als christlichen Platonisten). In einem Vortrag aus dem Jahr 1934 am Vassar College mit dem Titel Plato’s Social Program versuchte er zu zeigen, dass Platons Sozialphilosophie die Wurzel von Faschismus und Kommunismus ist.

## Schriften (Auswahl)
- (Hrsg.): Plato, Selections. Charles Scribner’s Sons, New York und Chicago, 1927.
- (Hrsg.): Complete works of Plato. 1936.
- Plato’s Idea of the Good. In: Philosophical Review 46, 1937, S. 245–275.
- The Philosophy of Plato. Charles Scribner’s Sons, New York 1939, (Digitalisat).